# جف گرین
جف لین گرین بسکتبالیست تیم کلیولند کاوالیرز در لیگ حرفه‌ای بسکتبال آمریکا است.او دو سال در تیم بسکتبال دانشگاه جورج‌تون بازی کرد و سپس در
NBA Draft سال ۲۰۰۷ در انتخاب پنجم توسط تیم بوستون سلتیکس گزینش شد اما در همان شب در یک معاوضه تیم سیاتل سوپرسونیکس وی را دریافت و در ازای آن ری الن و گلن دیویس به بوستون پیوستند.
در فصل ۱۲-۲۰۱۱ بوستون در یک معاوضه دوباره وی را به خدمت گرفت.پیش از شروع فصل ۲۰۱۱ مشخص شد که وی مبتلا به بیماری قلبی است و به دلیل جراحی و شرایط فیزیکی فصل پیش رو را از دست خواهد داد.وی در سال ۱۳-۲۰۱۲ به تیم بوستون بازگشت و نقش به سزایی در راهیابی این تیم به مرحله حذفی داشت.
او در 1 ژوئیه 2017 از تیم اورلاندو مجیک به کلیولند کاوالیرز پیوست